# Korporacja Akademicka Arkonia Riga

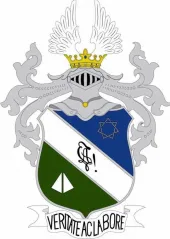
Wappen der Arkonia

Die Korporacja Akademicka Arkonia (Akademische Verbindung Arkonia) ist die zweitälteste polnische Studentenverbindung. Sie wurde am 9. Mai 1879 in Riga an der dortigen Technischen Universität gegründet. Sie besteht nach der Rekonstitution noch heute.

## Couleur und Wahlspruch
Die Bandfarben der Arkonia sind dunkelblau-weiß-dunkelgrün. Der Wahlspruch lautet Veritate ac Labore!

## Geschichte

### Gründungszeit
Die nach dem Vorbild deutsch-baltischer Korporationen im Jahr 1879 gegründete Arkonia verband polnische Studierende in Riga. Neben erzieherischen Zielen und dem Zusammenleben mit Entwicklung lebenslanger Freundschaften war den Gründern das patriotische Element wichtig. Beim zehnjährigen Geburtstag hatte die Verbindung bereits 469 Mitglieder, davon 100 Studierende. Im Jahr 1900 erwarb die Arkonia ein einstöckiges Holzgebäude in der Grossen Newastrasse 19.

### Die zwei Weltkriege
Nach dem Ersten Weltkrieg wurde der Sitz der Arkonia nach Warschau verlegt. Auch jetzt spielte der Erhalt des wiedergewonnenen polnischen Staates eine bedeutende Rolle für die Verbindung. Im Jahr 1921 war die Arkonia eines der Gründungsmitglieder des Bundes Polnischer Studentenverbindungen (poln.: Związek Polskich Korporacji Akademickich). Der Altherrenverband finanzierte den Bau eines Verbindungshauses in der Ulica Wilcza 60, das 1924 eingeweiht wurde. Bei einem Kommers am 18. Mai 1937 in dem Gebäude der Warschauer Resursa Obywatelska war der polnische Marschall Edward Rydz-Śmigły Ehrengast.
Im Zweiten Weltkrieg verloren rund 60 Arkonia-Angehörige ihr Leben (an der Front, in Konzentrationslagern, im Warschauer Ghetto, beim Warschauer Aufstand oder in Katyń). Der Krieg und die nachfolgende Zeit der sowjetischen Unterdrückung schränkten die Aktivitäten der Verbindung stark ein. Dennoch konnte bei teilweise informellen Treffen in Polen wie im Londoner Exil Traditionen gepflegt werden.

### Nachkriegszeit
Offiziell wurde die Verbindung 1947 in London reaktiviert. 1976 wurden die beiden Arkonia-Standarten aus Riga und Warschau an die Nationale Erinnerungsstätte (poln. Skarbiec Pamięci Narodowej) auf dem Jasna Góra in Częstochowa überstellt.
Nach der Wende von 1989 erschien die Arkonia dann wieder an den Warschauer Universitäten, im Jahr 1990 erfolgte die Registrierung als Verband (poln.: Stowarzyszenie Arkonia) am Warschauer Woiwodschaftsgericht. 1995 wurde auch der Altherrenverband (poln. Związek Filistrów Arkonii) erneut registriert.

### Seit 2000
2001 wurde das aktuelle Verbindungshaus in der Ulica Koźla in der Warschauer Neustadt bezogen. Im Jahr 2002 unterstützte die Arkonia die Rekonstitution der Kartellverbindung Welecja.

## Angehörige
Seit 1879 waren rund 1300 Studenten bei Arkonia aktiv, darunter bedeutende
- Politiker und Offiziere: Władysław Anders (1892–1970)[6], Seweryn Czetwertyński (1873–1945), Tomasz Andrycz (1878–1943), Karol Hauke-Bosak (1888–1940), Stanisław Janicki (1872–1939), Zygmunt Leszczyński (1866–1942), Kazimierz Okulicz (1890–1981), Jerzy Aleksander Zawisza (1895–1995), Ludomił Pułaski (1871–1953)
- Hochschullehrer: Jan Babiński (1873–1921), Stanisław Chaniewski (1859–1920), Marian Kamil Dziewanowski (1913–2005), Karol Jankowski (1968–1928), Maksymilian Malicki (1900–1978), Józef Mikułowski-Pomorski (1868–1935), Jan Nielubowicz (1915–2000), Jan Podoski (1904–1998), Czesław Skotnicki (1871–1944), Stanisław Turczynowicz (1875–1957), Stanisław Uniechowski (1903–1979), Benedykt Wodziński (1859–1926), Jan Zawidzki (1866–1928)
- Theologen: Maria Klemens Phiilip Feldmann (1885–1971), Eduard O’Rourke (1876–1943)
- Unternehmer: Jan Robert Gebethner (1860–1910), Mieczysław Hertz (1870–1939)